# Otto Selz
Otto Selz, né le 14 février 1881 à Munich et mort le 27 août 1943 à Auschwitz, est un psychologue allemand qui fut l'un des premiers à formuler une théorie « non-associationniste » de la pensée. En ce sens, il est parfois considéré comme un précurseur de l'approche cognitive en psychologie pour avoir su analyser scientifiquement les processus mentaux complexes, en utilisant notamment la méthode introspective.

## Biographie
Il fut déporté par les Nazis et mourut à Auschwitz. Son œuvre fut mise à l'index qui contribua peut-être à sa faible présence dans les débats de la psychologie contemporaine. Néanmoins ses biographes ont mis en évidence son influence sur l'œuvre de scientifiques ou intellectuels, notamment sur Karl Popper.

## Publications
- 1909 : Inauguraldissertation: Die psychologische Erkenntnistheorie und das Transzendenzproblem. Sonderdruck aus dem „Archiv für die gesamte Psychologie“, Bd. 16, H. 1/2, S. 1–110 (Internet Archive)
- 1913 : Über die Gesetze des geordneten Denkverlaufes. Eine experimentelle Untersuchung. Speemann, Stuttgart (Digitalisat)
- 1919 avec Wilhelm Benary, A. Kronfeld & Erich Stern : Untersuchungen über die psychische Eignung zum Flugdienst. Schriften zur Psychologie der Berufseignung und des Wirtschaftslebens, hrsg. von Otto Lipmann & William Stern. Heft 8. Barth, Leipzig
- 1922 : Zur Psychologie der produktiven Denkens und des Irrtums. Cohen, Bonn (Digitalisat)
- 1924 : Die Gesetze der produktiven und reproduktiven Geistestätigkeit. Cohen, Bonn
- 1991 : Wahrnehmungsaufbau und Denkprozeß. Ausgewählte Schriften. hrsg. v. A[ndré]. Métraux und T[heo]. Hermann. Huber, Bern  (ISBN 3-456-81941-2)